# 共通チュルク語派
共通チュルク語派（きょうつうチュルクごは、Common Turkic または Shaz Turkic）は、オグール語派を除くすべての言語を含む、チュルク語族の語派である。

## 下位分類
en:Lars Johansonによる分類では、次の語群が含まれる。
- オグズ語群
- キプチャク語群
- カルルク語群
- シベリア・チュルク語群
- アルグ語群

共通チュルク語派はオグール語派とは姉妹群をなす。オグール語派との間には、共通チュルク語派：š / オグール語派：l、共通チュルク語派：z / オグール語派：r、などの音対応がある。
他の研究者（en:Alexander Samoylovichやen:Nikolay Baskakovなど）による分類体系では、下位分類が異なる。